# OA 의무제출
OA 의무제출(open-access mandate)은 연구기관, 후원자 등이 후원받는 연구자들에게 연구 성과의 OA 개방의무를 지우는 정책을 말한다. 의무제출은 (1) 학술기관 리포지터리를 이용한 셀프 아카이빙 (그린 OA) (2) OA 학술지를 활용한 출판 (골드 OA) 혹은 양쪽 모두를 포함한다.

## 형식과 양상
'의무'(mandate)는 '인정'(authorize) 혹은 '필수'(oblige)로 표현할 수도 있다. 이 두가지는 모두 OA에서 중요한 감각이다. 이것은 기본이라는 감각과도 이어진다. 대학교수들에게 학술출판은 당연히 OA라는 것이고, 연구비 수혜자는 당연히 연구성과를 OA로 공개해야 한다는 것이다. 의무제출은 정책보다 강력하다. 어떤 곳에서는 저자가 명시적으로 거부하지 않는 한 기본이 OA 개방이다.
대학들이 교수들에게 OA 의무제출을 요구하기도 하며 종종 비용을 추가지불하기도 한다. 종신 교수들은 면제받는 경우가 있다. 하지만 업적평가와 재원마련을 위한 의무제출 조항때문에 의미없는 논문 투고가 생기기도 한다. 미국 대학들이 자율에 맡기는 것과 달리 유럽 대학들은 엄격하게 관리하는 경우가 많다. 연구비 후원자들은 수혜자들에게 의무제출을 종종 요구한다.
교수진의 OA 의무제출을 채택한 대학은 하버드 대학교, 매사추세츠 공과대학교, 유니버시티 칼리지 런던, 퀸즐랜드 공과대학교, University of Minho (Portugal), 리에주 시립 대학교 및 취리히 연방 공과대학교 등이 대표적이다. 연구비 지원기관들 중에는 수혜자들에게 의무화하는 곳도 많이 있다. 국립보건원 (미국), 영국 연구위원회(Research Councils UK), 자연과학 국가펀드(National Fund for Scientific Research), 웰컴 트러스트, 유럽 연구 위원회(European Research Council) 등이 그러하다. 전체 목록은 ROARMAP에서 볼 수 있다.
OA 의무제출의 방식은 의무 부여 기관별로, 의무제출 시점별로, 의무의 강도와 효과별로 다양하게 분류가 가능하다. MELIBEA에서는 의무제출을 타입별로 잘 정리해서 보여주고 있다.

## 사례

### 캐나다
캐나다 보건연구소(CIHR, The Canadian Institutes of Health Research)는 의무제출을 2007년에 공식화했다. 이것은 북미의 공공연구소가 채택한 첫번째 사례였다. 여기서는 두가지 옵션을 제안했다. 하나는 OA 학술지에 투고하는 것이고 또 하나는 PubMed Central Canada 같은 학술기관 리포지터리에 보관하는 것이다.

### 미국
2006년 5월, NIH 퍼블릭 액세스 정책 개선을 위해 FRPAA( 연방 연구 공공 접근 법안, US Federal Research Public Access Act)이 제안되었다.